# Бюргеры Шри-Ланки
Бюргеры Шри-Ланки (от нидерл. burgher — «горожанин», самоназвания Hollandsche и Tupass) — этническая группа, сложившаяся на Шри-Ланке в результате смешения португальских, нидерландских и британских переселенцев с местным населением. Общее количество на Шри-Ланке — 37 061 человек (по переписи 2012 года). В результате эмиграции бюргерские общины сложились в Австралии, ЮАР, Великобритании и других странах.

## История
Бюргерская община начала складываться в XVI веке в результате колонизации побережья Шри-Ланки выходцами из Португалии, среди которых были как португальцы, так и португальские евреи, немцы, итальянцы, галисийцы и другие.
В XVII веке, когда побережье было захвачено Нидерландами, большинство португальцев были вынуждены покинуть колонию, однако часть потомков от совместных браков переселилась на земли, контролировавшиеся сингальскими правителями. Исключение было сделано для португальских евреев. Голландская Ост-Индская компания способствовала привлечению переселенцев из Европы, которые занимались местным управлением, плантационным хозяйством, ремеслом и торговлей.
После захвата Шри-Ланки Великобританией в конце XVIII — начале XIX веков европейски образованные креолы голландского и португальского происхождения привлекались к работе в колониальной администрации, имели официальные и неофициальные привилегии. Количество бюргерского населения стало расти. В 1899 году была сформирована организация голландских бюргеров «Голландский союз», а в 1897—1898 годах — Союз голландских бюргеров Цейлона. С 1908 года издавался журнал Союза на английском языке.
Провозглашение независимости Шри-Ланки (1948 год), объявление государственным сингальского языка (1956 год) и национализация части экономики привели к вытеснению бюргеров из административных должностей и бизнеса. С 1950-х годов наблюдается постоянная бюргерская эмиграция в другие, прежде всего англоязычные страны. Их количество на Шри-Ланке постепенно сокращается. Во время гражданской войны 1983—2009 годов некоторые бюргеры выдвигали требование создания бюргерского государства на Шри-Ланке, но ни властями, ни самой бюргерской общиной оно не было воспринято всерьез.

## Особенности культуры
Традиционно бюргеры ориентировались на колониальные власти, поэтому строили свою повседневную жизнь в соответствии с требованиями, которые накладывала на них метрополия. Примечательно, что уже в XIX — первой половине XX века большинство из них отказалось от португальских и голландских креольских говоров в пользу английского языка.
Хотя большинство принадлежало к потомкам от браков европейцев с сингалами и тамилами, они старались держать дистанцию от туземцев. Более того, среди самих бюргеров наблюдалось неравенство в определении статуса. Так, голландские бюргеры Hollandsche считались выше португальских бюргеров Tupass, а те, в свою очередь, — выше «чёрных бюргеров», живших в сельской местности и роднившихся с местными христианами. Само слово «бюргер» иногда имело негативный оттенок. Впервые официально оно было применено британской администрацией во время переписи 1871 года.
Верующие бюргеры Шри-Ланки, как правило, протестанты и католики.